# Parc dels Búnquers de Montellà i Martinet
El Parc dels Búnquers de Montellà i Martinet és una zona de Montellà i Martinet on es construïren una sèrie de búnquers per construir una línia fortificada al llarg dels Pirineus, anomenada Línia Pirineus, des del cap de Creus fins al País Basc. Estan inclosos en l'Inventari del Patrimoni Arquitectònic de Catalunya. Diversos búnquers d'observació, de tir i d'artilleria units per passadissos subterranis excavats a la roca. Hi ha diversos pous de ventilació. Els búnquers es basteixen amb formigó armat i es dissimulen exteriorment cobrint-los de terra i pedres.
Franco, que temia una possible invasió per la frontera francesa, va dur a terme aquesta obra. Els búnquers que es construïren es troben a la carretera de la Seu d'Urgell a Puigcerdà, a Montellà i Martinet. La línia, que consta de gairebé de deu mil búnquers, estigué envoltada durant molt temps pel secret militar. Tanmateix, no van arribar a ser ocupats mai.
Al Paratge de Cabiscol s'hi troba el centre de visitants, on trobar la informació per realitzar el circuit que a més de la visita dels búnquers i nius de metralladores es pot realitzar un circuit exterior.